# Barretina
En barretina er en traditionel hat, der ofte blev båret af mænd i dele af de kristne kulturer omkring Middelhavet som Catalonien, Valencia, De Baleariske Øer, Provence, Korsika, Sicilien, Malta, Sardinien, en del af Napoli, en del af Balkan, og dele af Portugal.
| Tøj | Spire Denne artikel om tøj, sko eller lignende er en spire som bør udbygges. Du er velkommen til at hjælpe Wikipedia ved at udvide den. |